# ویتا استیوپینا
ویتا استیوپینا (اوکراینی: Вікторія Іванівна Стьопіна؛ زادهٔ ۲۱ february ۱۹۷۶ (۴۹ سال)) ورزشکار دو و میدانی اهل اوکراین است.
وی در مسابقات کشوری و بین‌المللی در مجموع برندهٔ ۱ مدال برنز شده‌است.